# Festuceae
Festuceae je nekadašnji tribus trava, dio potporodice Pooideae. Podijeljen je na pet podtribusa. Tipčni rod je Festuca.

## Podtribusi
1. Ammochloinae Tzvelev
2. Cynosurinae Fr.
3. Dactylidinae Stapf
4. Loliinae Dumort.
5. Parapholiinae Caro

## Sinonimi
- Cynosureae Dumort.
- Lolieae Link ex Endl.
- Hainardieae Greuter